# هانا کروگر
هانا کروگر (آلمانی: Hannah Krüger؛ زادهٔ ۴ سپتامبر ۱۹۸۸) بازیکن هاکی روی چمن زن اهل آلمان است.